# Delfter Blau

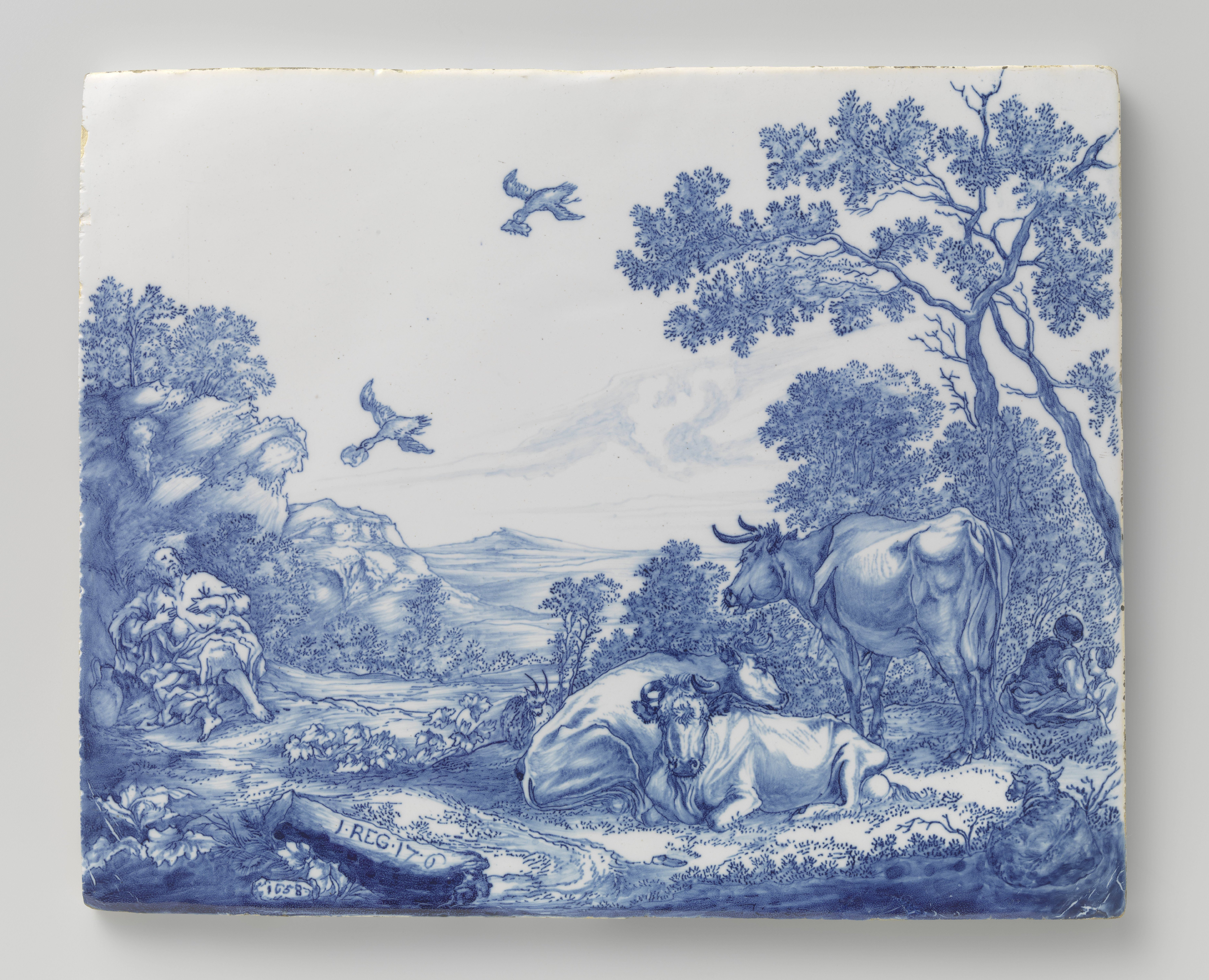
Anonym. Kachel mit einer Abbildung des Propheten Elias der von Raben gefüttert wird. 1658. Amsterdam, Rijksmuseum Amsterdam.

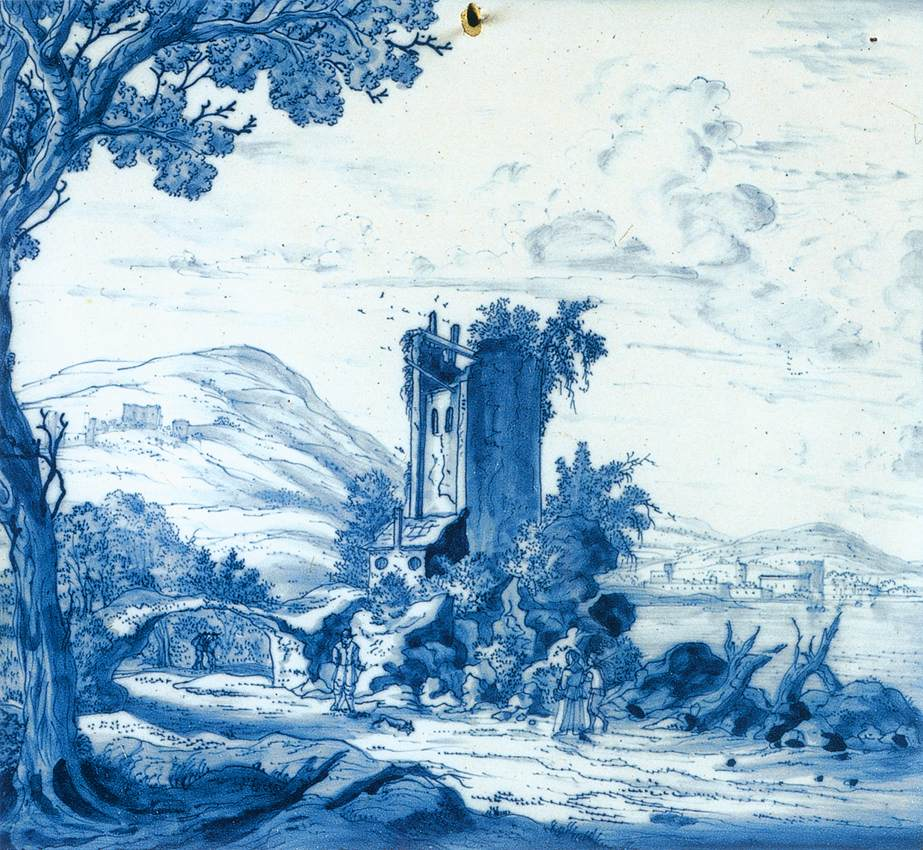
Anonym. Kachel, blau bemalt mit Landschaft und Figuren, ca. 1665. Amsterdam, Rijksmuseum Amsterdam.

Delfter Blau (niederl. delfts blauw) ist eine Fayenceart mit blauem Dekor, welches traditionell in Delft hergestellt wird. Es entstand Ende des 16. Jahrhunderts als preiswertere Alternative zum blauen und weißen chinesischen Porzellan. Das Delfter Blau wurde in kurzer Zeit sehr populär und erlebte zwischen 1650 und 1750, als es in Delft Hunderte von Keramikunternehmen gab, eine Blütezeit. Diese Industrie wurde um 1800 durch billigere Töpferwaren aus England (Staffordshire) weitgehend verdrängt. Heute gibt es nur noch eine Fabrik in Delft, die in ungebrochener Tradition Delfter Blau produziert. Andere Delfter Töpferwaren sind das mehrfarbige Boerendelfts (Bauerndelft) und das Delfter Weiß.

## Herkunft
Im 16. Jahrhundert führten flämische Töpfer die Zinnglasur in den nördlichen Niederlanden ein und ersetzten damit die ältere Bleiglasur. Diese Art der Keramik entstand in Italien im 15. Jahrhundert und ist auch als Majolika bekannt. Am Ende des 16. Jahrhunderts führten die Portugiesen und später die Holländer in den Niederlanden chinesisches Porzellan mit seiner markanten blauen Bemalung ein. Dieses importierte Porzellan war fein und grazil und erlangte sofort große Beliebtheit. Doch nur die Reichen konnten es sich leisten. Die Delfter Majolikatöpfer, die kein echtes Porzellan machen konnten, begannen damit, dieses zu imitieren. Dies geschah zuerst als hellgelbe Töpferei, die mit einer weißen Zinnglasur bedeckt war, in die farbige Dekorationen eingearbeitet wurden.
Durch das Hinzufügen von Mergel konnten die Majolikahersteller ihr Produkt verbessern, die Scherben wurde dünner und wurde nunmehr Fayence genannt. Anfangs brachten die Delfter Töpfer vor allem orientalisierende Dekors auf ihre Erzeugnisse auf. Später jedoch wurden diese Bilder durch genuin niederländische Szenen ersetzt. Als Delfter Blau wurde die Delfter Fayence überregional bekannt. Dies war ein solcher Erfolg, dass es im Jahr 1700 allein in Delft 33 Töpfereien gab. Allerdings produzierten die Töpfereien nicht nur edle Exponate, sondern auch viele einfache Gebrauchsgegenstände. Jede Werkstatt hatte ihre eigene Marke, welche durch den Delfter Rat genehmigt werden musste.

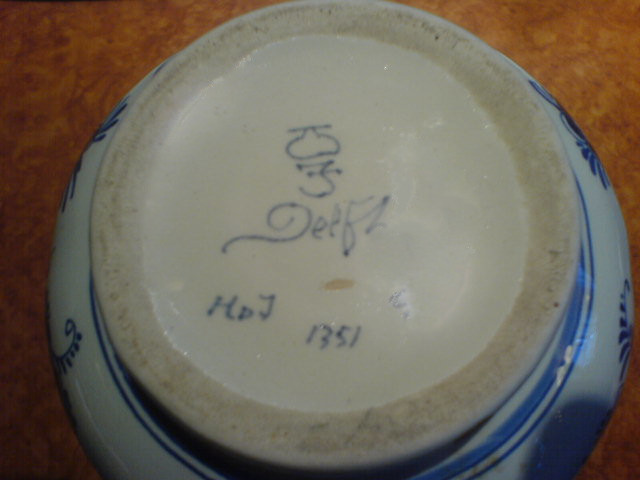
Markenzeichen des Unternehmens De Porceleyne Fles, Herstellungsjahr 1959

Die blaue Farbe stammte zu einem großen Teil aus dem Schwarzwald, wo sie in Farbmühlen aus dem in den Bergbaugruben gewonnenen und später auch importierten Kobalterz hergestellt wurde, etwa in Wittichen oder Alpirsbach, und mit Flößen über Utrecht nach Delft transportiert wurde.

## Blütezeit
Berühmt sind die Vasen, Leuchter und vor allem das Geschirr (Alltagsgeschirr und Zierrat). Das erste chinesische Porzellan, das durch die Niederländische Ostindien-Kompanie in die Niederlande importiert wurde, stammte aus der Ming-Dynastie. Das erklärt, warum viele der Delfter Produkte, auch nach dem Ende dieser Dynastie (1644), mit typischen mingartigen oder Wanli-Motiven verziert sind. Aber das Delfter Blau ist mehr als nur eine billige Steingutkopie chinesischen Porzellans. Im 17. Jahrhundert brachten die Keramikmaler von Delft wie Isaac Junius, Frederik van Frytom und Arie de Milde die Qualität ihrer Produkte auf eine noch nie da gewesene Höhe. Ihre Endprodukte sind echte Kunstwerke. Durch neue Mal- und Brenntechniken waren sie für immer neue Überraschungen gut.

## Niedergang
In der zweiten Hälfte des 18. Jahrhunderts verschwand eine Vielzahl der Unternehmen. Im Jahre 1794 waren noch zehn Hersteller übrig. Wegen des Aufkommens billiger, aber hochwertiger englischer Töpferwaren gab es weniger Nachfrage nach Delfter Blau, sodass das niederländische Steingut verdrängt wurde.
Das im Jahre 1653 gegründete Unternehmen De Koninklijke Porceleyne Fles (international auch unter dem Namen Royal Delft bekannt) ist das einzige, das seit dem 17. Jahrhundert kontinuierlich Delfter Blau produziert.
Heutzutage ist Delft durch zahlreiche Galerien ein Ort für Liebhaber traditioneller wie zeitgenössischer Keramik.

## Rezeption
Die Bezeichnung „Delfter Blau“ ist keine geschützte Marke. Sie wird zumeist für blauweiß verzierte Keramiken verwendet. So sind nicht alle blauweißen Keramiken in Delft entstanden, sondern weisen ein ähnliches Erscheinungsbild wie diese auf. Viele Keramikhersteller verwendeten diesen Namen als Markenzeichen ihrer eigenen Produkte, auch wenn sie nicht in Delft produzierten.
Unter der Bezeichnung Delft blue wurden zudem auch Lackierungen von Personenkraftwagen angeboten, beispielsweise von Volkswagen mit der Lackfarbnummer L55Z und dem zugehörigen HEX-Code #162545.

## Sammlungen
Niederländische Museen mit Delfter Blau in der Sammlung:
- Gemeentemuseum Den Haag
- Keramiekmuseum Princessehof in Leeuwarden
- Museum Prinsenhof in Delft
- Paleis Het Loo in Apeldoorn
- Rijksmuseum Amsterdam
- Rijksmuseum Twenthe